# Маршал (окръг, Алабама)
Вижте пояснителната страница за други значения на Маршал.
Окръг Маршал (на английски: Marshall County) е окръг в щата Алабама, Съединени американски щати. Площта му е 1614 km², а населението – 97 612 души (1 април 2020). Административен център е град Гънтърсвил.